# Carlton Myers
Carlton Myers (London, 30. ožujka 1971.) talijanski je profesionalni košarkaš, engleskog porijekla. Igra na poziciji bek šutera, a trenutačno je član talijanskog kluba Basket Rimini. Rekorder je po broju postignutih poena u jednoj utakmici talijanskog prvenstva. U sezoni 1994./95. postigao je 87 poena (32/35 slob. bacanja, 14/22 za 2 poena, 9/19 za tricu), u pobjedi 147-99 protiv Libertas Udinea. U Euroligi 2000./01., Myers je u dresu Paf Bologne zabio 41 poen za pobjedu 88:70 protiv Real Madrida. Od 2005. do 2009. bio je član taliajnskog kluba Scavolini Gruppo Spar.

## Talijanska reprezentacija
Bio je član talijanske košarkaške reprezentacije koja je na Europskim prvenstvima u Španjolskoj 1997. i Francuskoj 1999. osvojila srebrnu, odnosno zlatnu medalju. S reprezenatcijom je još na Mediteranskim igrama u Languedoc-Roussillonu 1993. osvojio zlatnu medalju. 

## Vanjske poveznice
- Službena stranica
- Profil  Arhivirana inačica izvorne stranice od 8. veljače 2012. (Wayback Machine) na Lega Basket Serie A
- Profil na Euroleague.net
- Profil  Arhivirana inačica izvorne stranice od 18. travnja 2009. (Wayback Machine) na basket-stats.info